# Pians
Pians ist eine Gemeinde mit 802 Einwohnern (Stand 1. Jänner 2024) im Bezirk Landeck im Bundesland Tirol (Österreich). Die Gemeinde liegt im Gerichtsbezirk Landeck.

## Geografie

### Lage

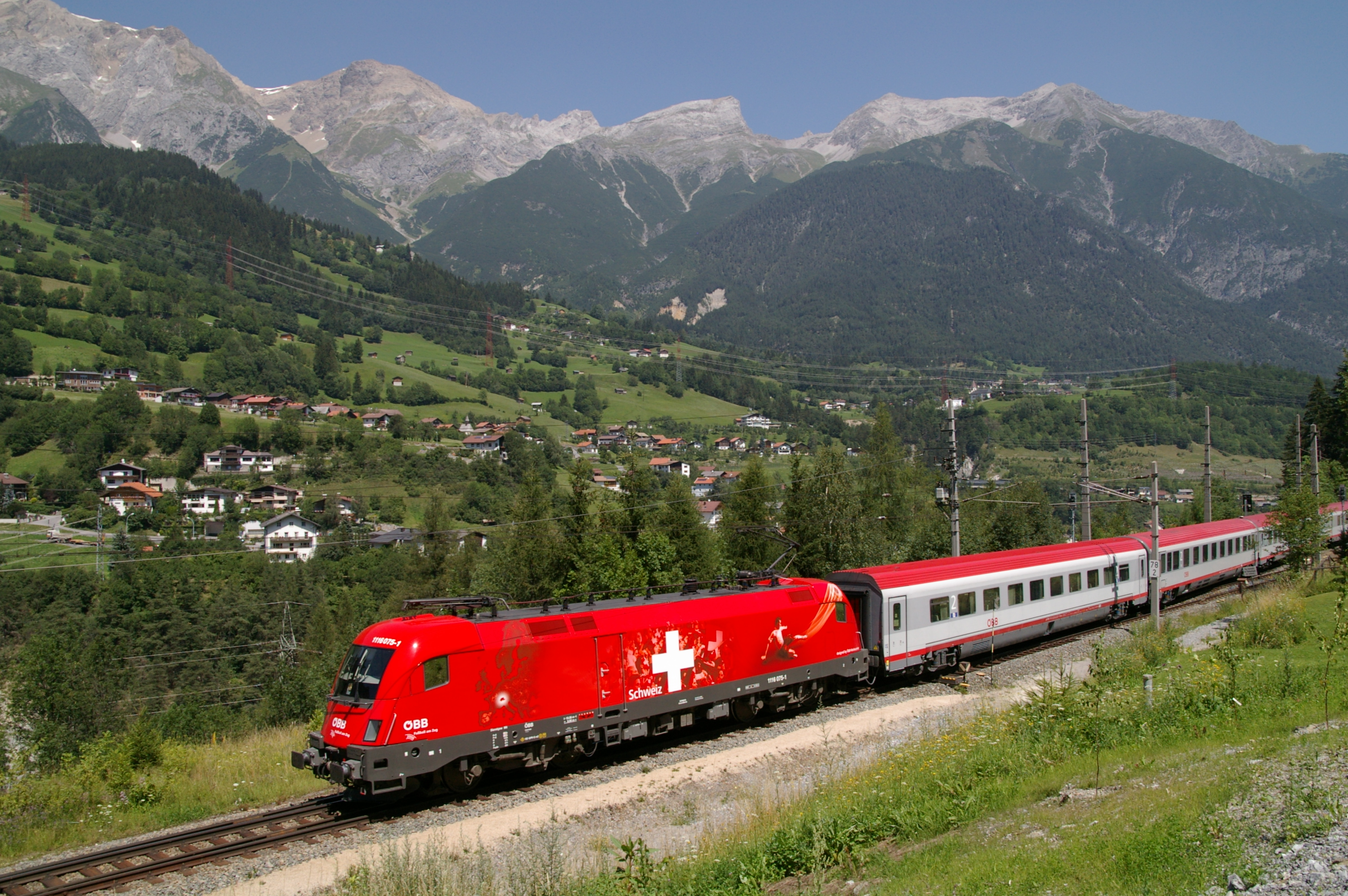
Pians mit dem ÖBB EC 662 am westseitigen Bahnhofsende

Pians liegt an der Bundesstraße zum Arlberg am Hang. Mit der Fertigstellung des Tunnels der Arlberg Schnellstraße wurde der Ort vom Durchzugsverkehr entlastet. Westlich von Pians treffen die Flüsse Rosanna aus dem Stanzer Tal und Trisanna aus dem Paznaun zusammen und vereinigen sich zur Sanna.

### Gemeindegliederung
Das Gemeindegebiet umfasst folgende zwei Ortschaften (in Klammern Einwohnerzahl Stand 1. Jänner 2024):
- Pians (592)
- Quadratsch (210)

Die Gemeinde besteht aus der Katastralgemeinde Pians.

### Nachbargemeinden
| Grins |                                             |         |
|       | Kompassrose, die auf Nachbargemeinden zeigt | Landeck |
|       | Tobadill                                    |         |

## Geschichte
Das klimatisch günstige Gebiet war schon in vorrömischer Zeit besiedelt. Der Name Pians leitet sich vom lateinischen „Pedaneus“ ab, was so viel wie Brücke oder Steg bedeutet. Quadratsch ist ebenfalls lateinischen Ursprungs und leitet sich von „ager quadratus“, ausgedienten römischen Soldaten, die hier eine Veteranensiedlung angelegt haben, ab.
Die Bevölkerung von Pians nennt man Pianner, nicht Pianser. Grund ist der rätoromanische Ursprung des Ortsnamens. Dieser endet mit der lateinischen Nominativendung -s, deshalb wird der Genitiv ohne -s gebildet.
Im Mittelalter war Pians ein Straßenkreuzungspunkt, es ließen sich mit der Zeit viele Gewerbetreibende wie Wagner und Sattler nieder. 1849 wütete eine Brandkatastrophe, der etliche Häuser zum Opfer fielen. Von 1880 bis 1884 wurde die Arlbergbahn erbaut und Pians erhielt einen Bahnhof. Der Personennahverkehr der Bahn im Stanzer Tal ist mittlerweile eingestellt.

### Bevölkerungsentwicklung

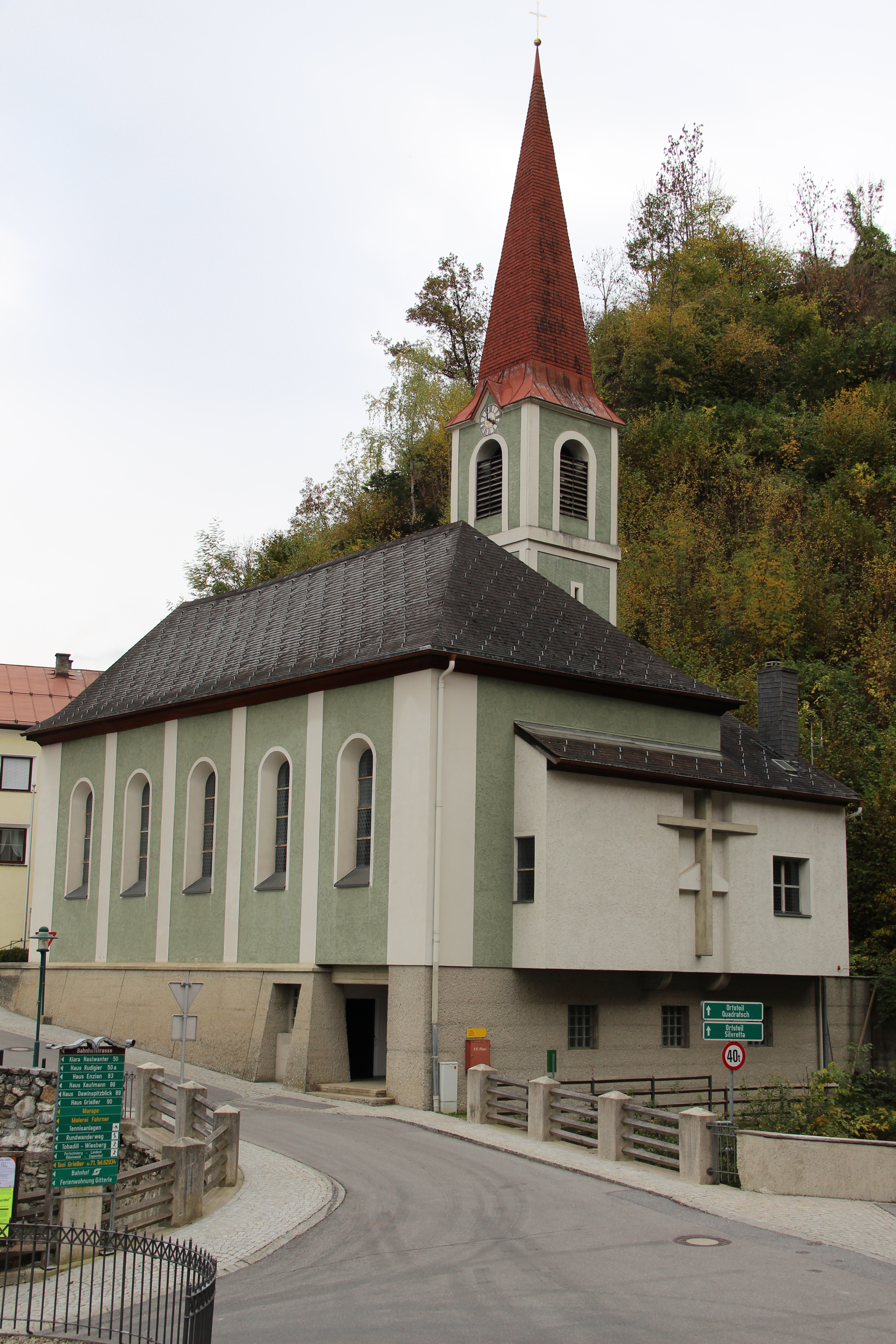
Katholische Pfarrkirche.

| Pians: Einwohnerzahlen von 1869 bis 2024            | Pians: Einwohnerzahlen von 1869 bis 2024 | Pians: Einwohnerzahlen von 1869 bis 2024 | Pians: Einwohnerzahlen von 1869 bis 2024 | Pians: Einwohnerzahlen von 1869 bis 2024 |
| --------------------------------------------------- | ---------------------------------------- | ---------------------------------------- | ---------------------------------------- | ---------------------------------------- |
| Jahr                                                |                                          |                                          |                                          | Einwohner                                |
| 1869                                                | 1869                                     |                                          | 363                                      | 363                                      |
| 1880                                                | 1880                                     |                                          | 375                                      | 375                                      |
| 1890                                                | 1890                                     |                                          | 379                                      | 379                                      |
| 1900                                                | 1900                                     |                                          | 445                                      | 445                                      |
| 1910                                                | 1910                                     |                                          | 391                                      | 391                                      |
| 1923                                                | 1923                                     |                                          | 438                                      | 438                                      |
| 1934                                                | 1934                                     |                                          | 436                                      | 436                                      |
| 1939                                                | 1939                                     |                                          | 593                                      | 593                                      |
| 1951                                                | 1951                                     |                                          | 559                                      | 559                                      |
| 1961                                                | 1961                                     |                                          | 540                                      | 540                                      |
| 1971                                                | 1971                                     |                                          | 544                                      | 544                                      |
| 1981                                                | 1981                                     |                                          | 658                                      | 658                                      |
| 1991                                                | 1991                                     |                                          | 770                                      | 770                                      |
| 2001                                                | 2001                                     |                                          | 819                                      | 819                                      |
| 2011                                                | 2011                                     |                                          | 799                                      | 799                                      |
| 2021                                                | 2021                                     |                                          | 786                                      | 786                                      |
| 2024                                                | 2024                                     |                                          | 802                                      | 802                                      |
| Quelle(n): Statistik Austria, Gebietsstand 1.1.2021 |                                          |                                          |                                          |                                          |

## Kultur und Sehenswürdigkeiten
- Pfarrkirche Hl. Dreifaltigkeit
- Die Kapelle hl. Margaretha stammt aus dem 14. Jahrhundert und enthält Fresken aus dem 15. Jahrhundert. Den Altar schnitzte der Bildhauer Michael Lechleitner aus Grins um 1650.
- Kapelle hl. Antonius von Padua in Quadratsch

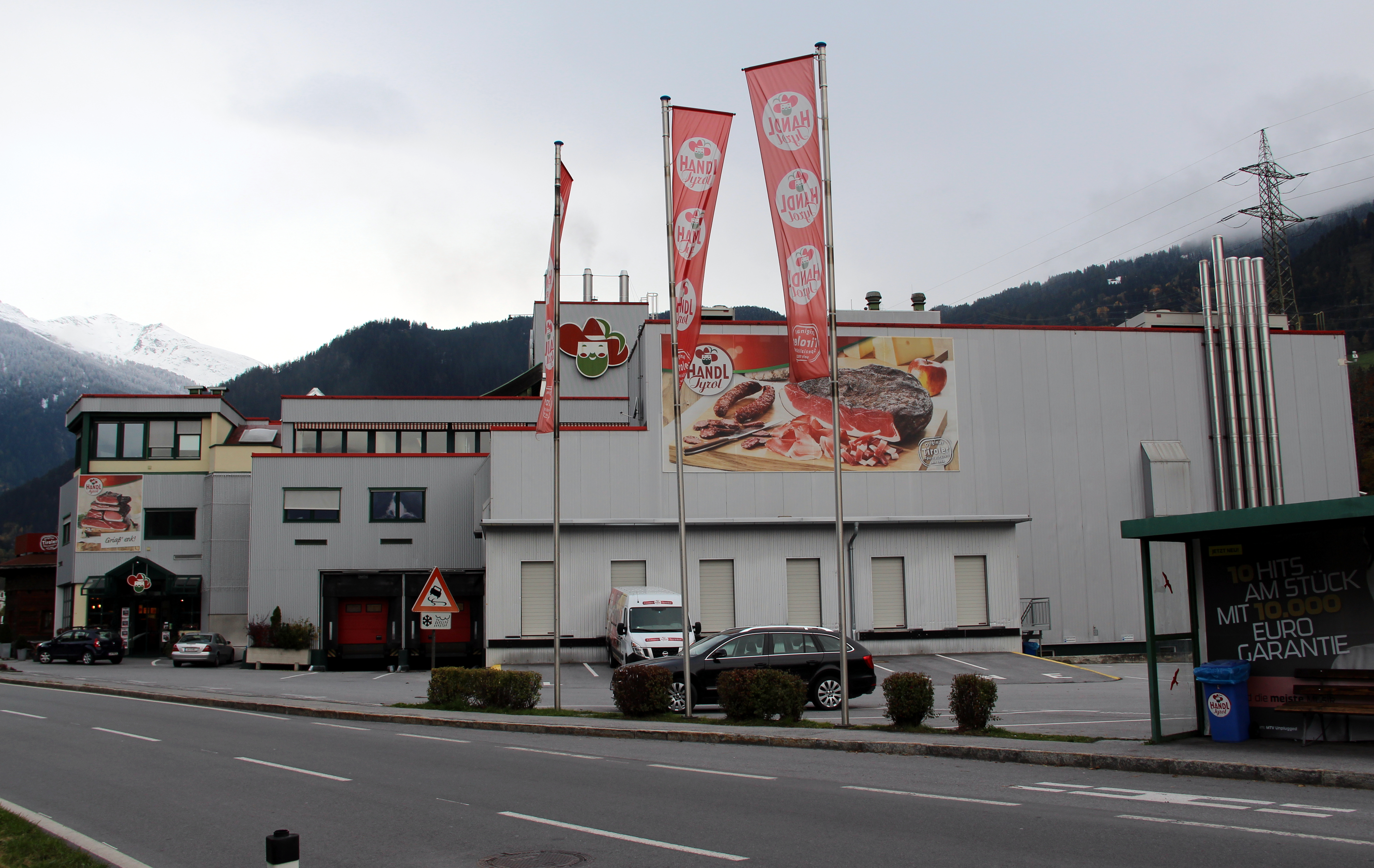
Firma Handl Tyrol.

- Wegkapelle hl. Josef

## Wirtschaft und Infrastruktur
Bedeutendster Arbeitgeber ist der Speck- und Wurstproduzent Handl Tyrol, dessen Produkte auch überregional vermarktet werden. Daneben gibt es kleinere Handwerksbetriebe und etwas Tourismus. Die Landwirtschaft ist im Rückgang begriffen.

### Wirtschaftssektoren
Von den 24 landwirtschaftlichen Betrieben des Jahres 2010 wurden zwei im Haupt-, 21 im Nebenerwerb und eine von einer juristischen Person betrieben. Diese drei Gruppen bewirtschafteten jeweils rund ein Drittel der Flächen. Im Produktionssektor arbeiteten achtzig Prozent der Erwerbstätigen im Bereich Herstellung von Waren, zwanzig Prozent im Baugewerbe. Im Dienstleistungssektor waren die sozialen und öffentlichen Dienste sowie der Handel die größten Arbeitgeber (Stand 2011).
| Wirtschaftssektor            | Anzahl Betriebe | Anzahl Betriebe | Erwerbstätige | Erwerbstätige |
| Wirtschaftssektor            | 2011            | 2001            | 2011          | 2001          |
| ---------------------------- | --------------- | --------------- | ------------- | ------------- |
| Land- und Forstwirtschaft 1) | 24              | 29              | 5             | 1             |
| Produktion                   | 13              | 9               | 221           | 180           |
| Dienstleistung               | 29              | 23              | 84            | 121           |

1) Betriebe mit Fläche in den Jahren 2010 und 1999

### Berufspendler
| Im Jahr 2011 wohnten rund 350 Erwerbstätige in Pians. Ein Fünftel davon arbeitete in der Gemeinde, vier Fünftel pendelten aus. Fast 250 Menschen aus der Umgebung pendelten zur Arbeit nach Pians. Pians zählt jährlich 9000 Übernachtungen. Der Großteil davon fällt in die Monate Jänner, Februar und März. | Hier fehlt eine Grafik, die leider im Moment aus technischen Gründen nicht angezeigt werden kann. Wir arbeiten daran! |

### Verkehr
- Eisenbahn: Durch den Süden der Gemeinde verläuft die Arlbergbahn. Der näheste Bahnhof Landeck-Zams ist etwa sechs Kilometer entfernt.[7]
- Straße: In der Gemeinde befindet sich eine Auffahrt auf die Arlberg Schnellstraße S16.

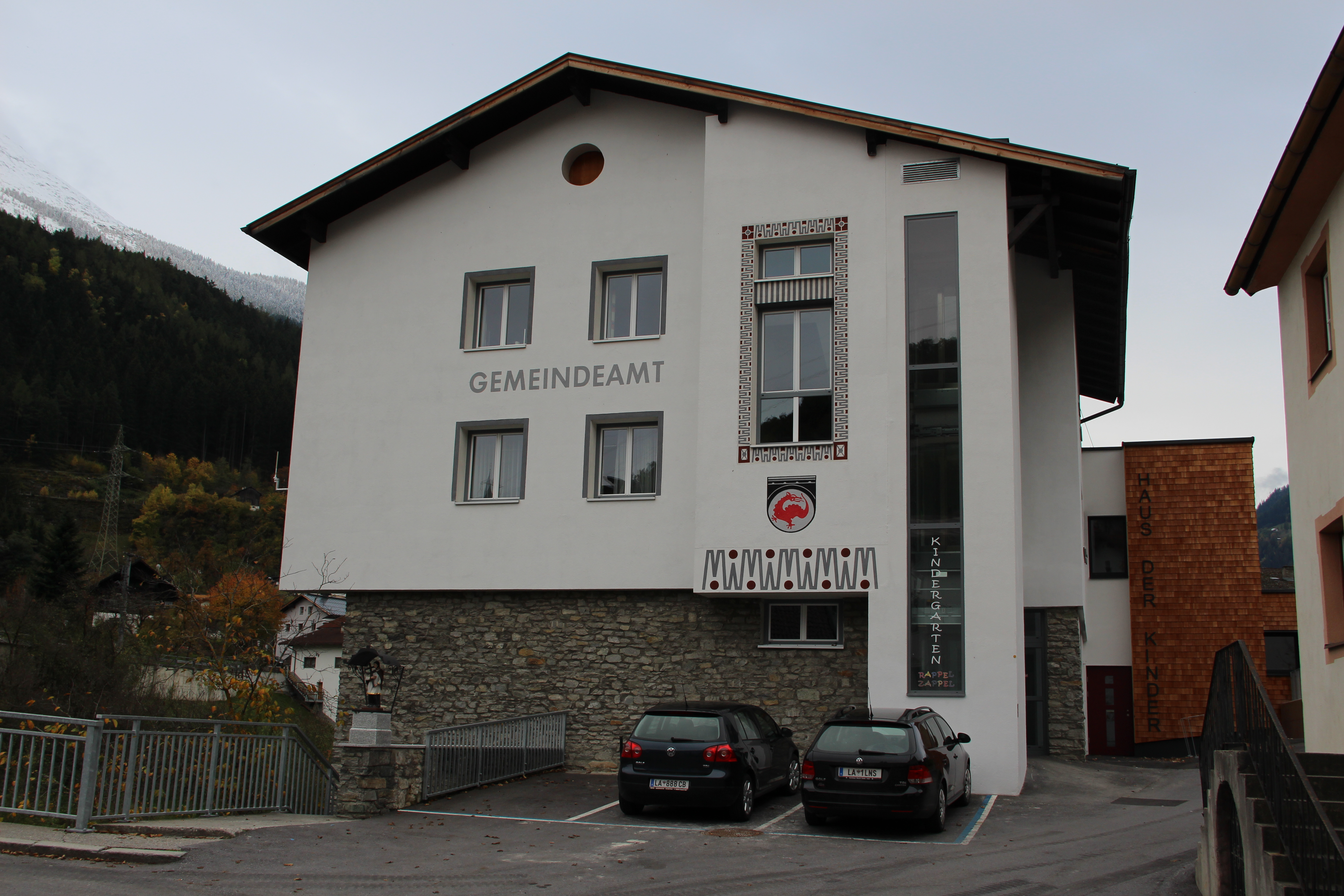
Gemeindeamt Pians.

## Politik

### Gemeinderat
Bei den Gemeinderatswahlen werden 11 Mandate vergeben.
| Partei                                                       | 2022    | 2022    | 2022    | 2016    | 2016    | 2016    | 2010 | 2010 | 2010 |
| Partei                                                       | Stimmen | Prozent | Mandate | Stimmen | Prozent | Mandate | St.  | %    | M.   |
| ------------------------------------------------------------ | ------- | ------- | ------- | ------- | ------- | ------- | ---- | ---- | ---- |
| Unser Pians                                                  | 333     | 100     | 11      | 297     | 100     | 11      |      |      |      |
| Liste der Pianner Arbeiter, Angestellten und Zimmervermieter |         |         |         |         |         |         | 216  | 42   | 5    |
| Allgemeine unabhängige Liste für Pians                       |         |         |         |         |         |         | 158  | 31   | 3    |
| Mitnånd fürs Doarf                                           |         |         |         |         |         |         | 138  | 27   | 3    |

### Bürgermeister
Bürgermeister von Pians ist Harald Bonelli.

### Wappen
Das Gemeindewappen zeigt einen roten Drachen unter einer Brücke. Der Drache ist das Zeichen der heiligen Margareta, der eine gotische Kapelle in Pians geweiht ist. Die Brücke weist auf die Teilung des Ortes durch die Sanna und die Wichtigkeit einer Verbindung hin.